# Mstyslav Skrypnyk
 (août 2015).
Si vous disposez d'ouvrages ou d'articles de référence ou si vous connaissez des sites web de qualité traitant du thème abordé ici, merci de compléter l'article en donnant les références utiles à sa vérifiabilité et en les liant à la section « Notes et références ».
Le Patriarche Mstyslav, né Stepan Ivanovych Skrypnyk (10 avril 1898 – 11 juin 1993), a été Patriarche de l’Église orthodoxe autocéphale ukrainienne de 1990 à sa mort en 1993.

## Controverse sur sa succession
En juin 1992, il a changé le nom de son Église en Église orthodoxe d'Ukraine (Patriarcat de Kiev).
À sa mort, certains évêques ont préféré revenir à l'ancien nom de Autocéphale Orthodoxe Ukrainienne et ont nommé comme nouveau Patriarche le Patriarche Dymytriy (Yarema).
L’Église Orthodoxe Ukrainienne du Patriarcat de Kiev, par contre, a nommé comme Patriarche, en succession du Patriarche Mstyslav, le Patriarche Volodomyr (Romaniuk).
Il y a controverse sur laquelle des deux Églises et lequel des deux Patriarches soit le plus légitime successeur du Patriarche Mstyslav, auquel tous les deux se réfèrent.